# Konrad Unger (Physiker)
Konrad Unger (* 7. Juni 1934 in Leipzig; † 1. August 2014 ebenda) war ein deutscher Physiker.

## Leben
Nach dem Schulbesuch in Grimma und Nossen studierte Unger ab 1952 Physik an der Universität Leipzig. Nach dem Diplomabschluss 1959 bei Gustav Hertz wurde er 1963 mit einer Dissertation zu elektronischen Eigenschaften von Cadmiumsulfid promoviert. Die Habilitation folgte 1969 mit einer Arbeit zur Theorie von Laserdioden. Darauf erhielt er 1970 eine Berufung zum Hochschuldozenten, 1975 zum Professor für Festkörperphysik.
Interdisziplinarität war ihm ein Anliegen, die Zusammenarbeit von Physikern, Chemikern, Physiko-Chemikern und Kristallographen wurde seinerseits intensiv befördert. 1968 war er einer der Initiatoren der Arbeitsgemeinschaft „Physik und Chemie der III-V-Halbleiter an der Leipziger Universität“, die sich als wegweisendes fächerübergreifendes Zentrum der Halbleiterforschung in der DDR entwickelte. Bis 1993 führte er regelmäßig A3-B5-Halbleiter-Herbstschulen durch.
Als Mitglied eines Forschungskollektivs der Sektion Chemie und Physik der Karl-Marx-Universität Leipzig erhielt Unger 1972 den Nationalpreis der DDR III. Klasse für Wissenschaft und Technik für ein elektro-optisches Entfernungsmessgerät. Im Jahr 1988 erhielt er den Gustav-Hertz-Preis der Karl-Marx-Universität Leipzig. Nach der Wende erhielt er 1992 eine Berufung zum „Professor neuen Rechts“ an der Universität Leipzig. Zunächst Fachbereichsleiter Physik, war Unger bis 1993 Dekan der Fakultät für Mathematik und Naturwissenschaften.
Konrad Unger, zwei Male verheiratet, war der Vater zweier Söhne (Christian und Stephan Unger) und einer Tochter (Katrin Unger, 1960–1999) und fand seine Grablege auf dem (Neuen) Gohliser Friedhof (Abt.III c–Reihe 8–Nr. 5).